# Крышкин, Василий Трофимович
Василий Трофимович Крышкин (1926—1998) — красноармеец Рабоче-крестьянской Красной Армии, участник Великой Отечественной войны, Герой Советского Союза (1945).

## Биография
Василий Крышкин родился 16 августа 1926 года в селе Стариково (ныне — Глуховский район Сумской области Украины). После окончания семи классов школы работал в колхозе. В начале войны оказался в оккупации. После освобождения его родных мест Крышкин был призван на службу в Рабоче-крестьянскую Красную Армию. С января 1944 года — на фронтах Великой Отечественной войны. В боях был тяжело ранен и контужен.
К октябрю 1944 года гвардии красноармеец Василий Крышкин был разведчиком 513-го лёгкого артиллерийского полка 78-й лёгкой артиллерийской бригады 27-й артиллерийской дивизии прорыва 10-й гвардейской армии 2-го Прибалтийского фронта. Участвовал в сражениях на территории Латвийской ССР. 24 октября 1944 года Крышкин участвовал в отражении массированной немецкой контратаки в районе города Ауце. Когда под давлением немецких пехотных и танковых частей советская пехота начала отступать, Крышкин поднял группу бойцов в атаку. Когда в бою погиб один из пулемётчиков, Крышкин заменил его собой.
Указом Президиума Верховного Совета СССР от 24 марта 1945 года за «мужество и отвагу, проявленные в боях с немецкими захватчиками при освобождении Прибалтики» гвардии красноармеец Василий Крышкин был удостоен высокого звания Героя Советского Союза с вручением ордена Ленина и медали «Золотая Звезда» за номером 5462.
После окончания войны Крышкин был демобилизован. Вернулся на родину. Работал в лесничестве. Умер 31 октября 1998 года, похоронен в Стариково.
Почётный гражданин Ауце. Был также награждён орденами Отечественной войны 1-й степени и Славы 3-й степени, рядом медалей.